# 草河掌镇
草河掌镇，是中华人民共和国辽宁省本溪市本溪满族自治县下辖的一个乡镇级行政单位。

## 行政区划
草河掌镇下辖以下地区：
套峪村、崔坊村、瓦坊村、姜卜村、草河掌村、佟家堡村和胡家堡村。